# Bruno Lauzi
Bruno Lauzi (Asmara, 8 de agosto de 1937 – Peschiera Borromeo, 24 de outubro de 2006) foi um cantor, compositor e poeta italiano, além de escritor e cabaretista.

## Biografia
Nascido na Eritreia, mas crescido em Gênova, é considerado junto a Fabrizio De André, Paolo Conte, Umberto Bindi, Luigi Tenco e Gino Paoli fundador e um dos maiores expoentes da considerada Escola Genovesa dos cantores e autores.
A inclinação artística se manifesta precocemente, na década de 1950 quando, junto ao amigo Luigi Tenco, companheiro de carteira no ginásio com o qual divide a paixão por filmes musicais e pelo jazz, forma um grupo musical e inicia a compor as primeiras músicas.
A estréia discográfica ocorre em 1962. Com o pseudônimo de Miguel e i Caravana interpreta duas canções em dialeto genovês, brincando com as assonâncias entre a língua portuguesa e este dialeto, e O frigideiro, além de obter um discreto sucesso, lhe abre as portas do cabaré. É chamado ao Derby Club, de Milão para efetuar alguns espetáculos.
O sucesso com o seu verdadeiro nome porém chega com uma série de canções. Ti ruberò, Margherita, Viva la libertà, Ritornerai, e Il poeta, esta última escrita em 1963 e considerada pela crítica como um dos manifestos da Escola Genovesa, que será interpretada também por Gino Paoli.
Em 1965 ocorre a sua única participação no Festival de Sanremo através da música Il tuo amore, uma valsa que carrega atmosferas francesas, que acaba ignorada pelo corpo de jurados e não chega às finais.
No filão romântico, Lauzi alterna frequentemente canções humorísticas, como a já citada O frigideiro e Garibaldi blues. Este aspecto do seu talento criativo o levará sucessivamente a colaborar com cômicos e cabaretistas, entre os quais, Lino Toffolo e Enzo Jannacci, para os quais escreve diversas canções, entre as quais, Il metrò e Ragazzo padre.
Em 1970 inicia a colaboração com Mogol e Lucio Battisti, que o levam a casa discográfica deles, a Número Uno. Compõe com eles algumas músicas de sucesso, entre as quais, Mary oh Mary, E penso a te, Amore caro, amore bello, L'aquila e Un uomo che ti ama. Na gravadora conhece um jovem cantor, Edoardo Bennato com o qual escreve Lei non è qui… non è là.
Na década de 1970, é um dos primeiros personagens do espetáculo que desponta na TV, sobretudo na televisão privada. Na Telebiella, se exibe em um show que anteriormente havia sido recusado pela RAI. A sua presença nos pequenos veículos piemonteses terá grande repercussão nas estampas nacionais.
Em 30 de junho de 1995, poucos dias depois do falecimento de Mia Martini, participa do evento "Homenagem a Mia Martini", em Lamezia Terme, cantando Piccolo Uomo, que transforma para a ocasião em "Piccola Donna". O espetáculo é transmitido pela RAI Due.
Nos últimos anos de vida, embora afetado pela doença, pois sofre de uma grave forma de Mal de Parkinson, conserva intacta a sua extraordinária verve, a etiqueta e um grande senso de ironia, que o leva endereçar uma carta a Mr. Parkinson. Neste âmbito promove diversas iniciativas para o recolhimento de fundos para o estudo e a assistência de doentes, publicando discos e poesias propositadamente dedicados a causa.
Atingido ainda por um câncer no fígado desde abril, morre em outubro de 2006.

## Seus trabalhos
Em junho de 2005 tinha saído o seu último romance, de título curioso, "Il caso del pompelmo levigato", enquanto em 2006 havia participado da realização do disco-tributo a Pierangelo Bertoli, falecido anteriormente, interpretando Sera di Gallipoli.
Em seu nome foi dedicada a edição 2006 do renomado Premio Tenco.
Lauzi sempre foi um homem da contracorrente. Ivano Fossati, outro grande cantor e compositor italiano, o definiu como um verdadeiro anticonformista. A partir da política, da qual nos últimos anos sempre lhe agradava escrever, além de analisar aspectos musicais.
Gostava de diferenciar-se de outros cantores, não desdenhando de interpretar músicas de outros autores, além de escrever músicas estupendas para muitos intérpretes.
Nas décadas de 1960 e 1970, enquanto os amigos militavam na esquerda, escolhe fazer comícios pelo Partido Liberale Italiano (1943 - 1994), chamado de PLI, reconhecidamente como conservador, ironizando ainda Mao Zedong, com Arrivano i Cinesi, música que compôs em 1969.
Em 1977, com a música e a sociedade em plena recrudescência política, compõe Io canterò político, uma canção inventiva contra os cantores e autores politizados pela esquerda, salvando entre todos somente Francesco Guccini. Definida pelos críticos como inteligentíssima mas tremenda, foi apresentada ao Prêmio Tenco.
Sempre demonstrou a sua autonomia em relação à área política. O único empenho oficial de Lauzi, por parte da política, foi o ato civil de ajuda à Associação Italiana de Parkinson, depois de diagnosticado com a patologia.

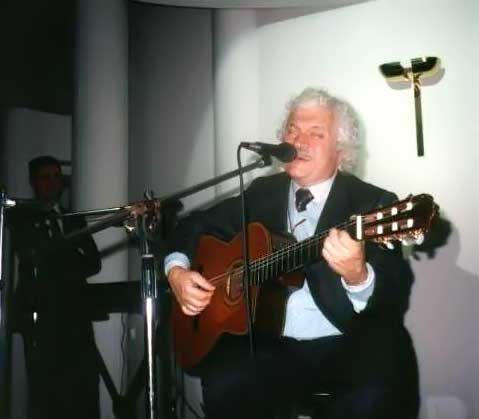
Bruno Lauzi com a sua inseparável guitarra.

Como compositor, Lauzi assinou inesquecíveis músicas sobretudo para vozes femininas. Para Mia Martini compôs Donna sola, Piccolo uomo (depois interpretada por ele mesmo), Neve bianca, Per amarti, Almeno tu nell'universo; para Ornella Vanoni Alibi e La casa nel campo; para Marcella Bella compõe Più soffia il vento e Verde smeraldo; para Anna Identici Una rosa da Vienna (Festival de Sanremo 1966); para Mina Radio, Mi fai sentire così strana, Racconto e Devo dirti addio.
Não faltam porém também sucessos interpretados por homens: Mino Reitano (Cento colpi alla tua porta), Pino Donaggio (La voglia di vivere), I Nomadi (So che mi perdonerai), Piero Focaccia (Permette signora), Michele (Ti giuro che ti amo).
Um outro aspecto da atividade de Lauzi como autor são as adaptações em italiano de canções de língua estrangeira. Entre as quais L'appuntamento e Dettagli, escritas por Roberto Carlos e levadas ao sucesso na Itália por Ornella Vanoni, 'Quanto t'amo, de Johnny Hallyday, Lo straniero e muitas outras de Georges Moustaki, Champs Elysées, de Joe Dassin, Il mondo è grigio, il mondo è blu, de Eric Charden e uma dezena de músicas de Paul Simon, todas reunidas em um único álbum discográfico de 1974.
Sendo cantor e compositor, não desdenhou de interpretar canções escritas por outros. Além das já citadas de Mogol e Battisti, em 1974, interpreta Onda su onda, escrita por Paolo Conte, que se torna um sucesso relançado pelas rádios. A esta se juntam Genova per noi, também de Conte, Angeli, de Lucio Dalla, Naviganti, de Ivano Fossati, Molecole, de Mario Lavezzi.
O ano de 1989 decreta talvez o seu máximo sucesso artístico como autor. Almeno tu nell'universo, escrita em dupla com Maurizio Fabrizio e interpretada por Mia Martini, vence de fato o prêmio da crítica do Festival de Sanremo e se torna um clássico da música italiana.
Entre as outras canções suas mais conhecidas algumas escritas para o ambiente juvenil e infantil como La tartaruga e Johnny Bassotto , esta última interpretada pelo amigo Lino Toffolo, Cicciottella, escrita para Loretta Goggi, em 1977 La buona volontà para o festival infantis de música Zecchino d'Oro e, em 2002, La gallina brasiliana, através da música de Riccardo Zara para o Zecchino d'Oro.
Em 2002, escreve para Mina a belíssima Certe cose si fanno, incluída no álbum da cantora de Cremona Veleno.

## Discografia

### 33 rotações
- 1965 - Lauzi al cabaret (CGD)
- 1965 - Ti ruberò (CGD)
- 1966 - Kabaret n. 2 (Ariston Records, ARS 30001 RPS)
- 1967 - I miei giorni (Ariston Records, Ar 0187)
- 1968 - Cara (Ariston Records)
- 1970 - Bruno Lauzi (Número Uno, ZSLN 55012)
- 1971 - Amore caro amore bello (duplo; um disco ao vivo ed um em estúdio)
- 1972 - Il teatro di Bruno Lauzi
- 1973 - Simon
- 1974 - Lauzi oggi
- 1975 - L'amore sempre
- 1975 - Quella gente là
- 1975 - La tartaruga
- 1975 - Genova per noi
- 1976 - Johnny Bassotto, la tartaruga…ed altre storie
- 1977 - Persone
- 1978 - Alla grande
- 1981 - Amici miei (Q disc com quatro músicas)
- 1982 - Palla al centro
- 1985 - Piccolo grande uomo
- 1985 - Back to Jazz
- 1987 - Ora!
- 1988 - La música del mondo
- 1989 - Inventario latino
- 1992 - Il dorso della balena

### CD
- 1994 - 10 Belle canzoni d'amore (antologia)
- 1995 - Una vita in música (antologia)
- 1996 - Johnny Bassotto e i suoi amici
- 2001 - Omaggio alla città di Genova
- 2003 - Il manuale del piccolo esploratore
- 2003 - Nostaljazz
- 2004 - Tra cielo e mare:la Liguria dei poeti
- 2006 - Ciocco Latino
- 2006 - Le mie canzoni (3 CDs antológicos)

### 45 rotações
- 1962 - O frigideiro/A bertoela (CGD, N 9390; criado com o pseudônimo Miguel e i Caravana)
- 1963 - Vecchio paese/Menica menica/La banda/Il poeta (Galleria del Corso, GC 091)
- 1963 - Sto cicchetton de un Gioan/O scioco Galleria del Corso, GC 094)
- 1963 - Ritornerai/Fa come ti pare (Galleria del Corso, GC 102)
- 1964 - Ritornerai/Fa come ti pare (Galleria del Corso, GC 107)
- 1964 - Io so, tu sai/Ciao Dolly (Galleria del Corso, GC 110)
- 1965 - Il tuo amore/Sei come le altre (Galleria del Corso, GC 111)
- 1965 - Margherita/Se tu sapessi (CGD, N 9544)
- 1965 - O scioco/O frigideiro (CGD, N 9552) Lado A mesma versão de GC 094; lado B mesma versão de N 9390
- 1965 - Sto cicchetton de un Gioan/A bertoela (CGD, N 9553) Lado A mesma versão de GC 094; lado B mesma versão de N 9390
- 1965 - L'uomo che aspetti/Ti ruberò (CGD, N 9582)
- 1966 - La donna del sud/Domani ti diranno (Ariston Records, AR 0130)
- 1966 - Mae ben/A 'rappa (Ariston Records, AR 0141)
- 1966 - Una storia/Domenica d'amore (Ariston Records, AR 0157)
- 1967 - Semplicissimo/Il cuore di Giovanna (Ariston Records, AR 0219)
- 1968 - Garibaldi blues/Il poeta (Ariston Records, AR 0290)
- 1968 - Poi sei venuta tu/L'altra (Ariston Records, AR 0300)
- 1969 - Arrivano i cinesi/Texas (LUV, 0088)
- 1970 - Ciao Dolly/L'altra (Ariston Records, AR 0358)
- 1970 - Mary oh Mary/…e penso a te (Número Uno, ZN 50025)
- 1971 - Amore caro, amore bello/La casa nel parco (Número Uno, ZN 50120)

## Obras literárias

### Poesias
- I mari interni Crocetti Editore 1994
- Riapprodi Edições Rangoni 1994
- Versi facili Edições Marítimas 1999 (antologia das duas precedentes obras)
- Esercizi di sguardo Edições Marítimas 2002

### Prosas
- Il caso del pompelmo levigato Edizioni Bompiani 2005
- Tanto domani mi sveglio. Autobiografia in controcanto Gammarò Editori 2006 ISBN 88-95010-10-8

## Cinema
- Arrivano i gatti, 1980
- Ora dicono fosse un poeta. Conversazioni e divagazioni con Bruno Lauzi, direção de Felice Andreasi, Antonio De Lucia (cortometragem), 2002
- Invaxön - Alieni in Liguria, 2004